# Allium commutatum
Allium commutatum är en amaryllisväxtart som beskrevs av Giovanni Gussone. Allium commutatum ingår i släktet lökar, och familjen amaryllisväxter. Inga underarter finns listade i Catalogue of Life.